# Самохостинг
Самохостинг (англ. self-hosting) — идеология и практика, предусматривающая размещение веб-сервисов на собственных серверах, например домашних, вместо использования стороннего хостинга, как коммерческого, так и бесплатного.

## Сервисы
Для размещения на личном хостинге, как правило, выбираются облачные сервисы (такие как OwnCloud и Nextcloud), электронная почта, сервер точного времени, серверы мгновенных сообщений (XMPP, Matrix), блоги, сайты, инстанции Fediverse и другие. Обычно используется программное обеспечение с открытым исходным кодом.
В качестве аппаратной платформы могут использоваться специально купленные для этих целей компьютеры, вплоть до промышленного рэкового исполнения, но, чаще всего, используются старые офисные и домашние ПК, так как требования к подобным сервисам невысокие. Также могут использоваться небольшие одноплатные микрокомпьютеры, вроде Raspberry Pi и OrangePi, и даже роутеры с прошивкой, позволяющей делать это (OpenWrt, DD-WRT, Tomato и т. п.).

## Преимущества и недостатки
Преимуществами, побуждающими людей к размещению веб-сервисов у себя, являются стремление сэкономить на трафике и плате за услуги, забота о приватности, повышение надёжности, полная управляемость, независимость от политики модерации и другие. Недостатками являются необходимость иметь соответствующую квалификацию и необходимость поддерживать сервисы своими силами, а также, как правило, ограниченность домашнего канала.

## Готовые решения
Платформу для самохостинга можно составить из отдельных компонентов по своему вкусу, либо использовать готовые решения, такие как:
- Cloudron[5][6]
- cozy.io
- FreedomBox
- HomelabOS[7]
- YunoHost[фр.]